# Sarcocheilichthys kiangsiensis
 Sarcocheilichthys kiangsiensis és una espècie de peix cipriniforme de la família dels ciprínids que es troba a la Xina.